# National Museum of the American Indian
Le National Museum of the American Indian (« musée national des Indiens d'Amérique ») est une institution américaine consacrée à l'histoire, la culture et les arts des Indiens nord-américains.
Le National Museum of the American Indian, créé à la suite d'une loi votée par le Congrès américain en 1989, comprend un musée à Washington, un musée à New York et un centre à Suitland dans le Maryland.
À New York, le The George Gustav Heye Center abrite environ un million d'objets des origines à aujourd'hui. Une autre partie des collections se trouve à Washington, dans un bâtiment dessiné par l'architecte canadien Douglas Cardinal et ouvert en 2004.